# Трудовая коммуна (РСФСР)
Трудовая коммуна — вид административной автономии в составе Российской Социалистической Федеративной Советской Республики, впервые возникшей в 1918 году в ходе национально-государственного строительства. Единственными представителями данного вида автономии стали: Трудовая коммуна немцев Поволжья и Карельская трудовая коммуна. По Конституции РСФСР 1918 года трудовые коммуны определялись, как «автономный областной союз» и не имели собственной конституции, высших органов власти и управления, но как автономные республики и автономные области были представлены в федеральных органах власти. Дальнейшее закрепление правового положения не состоялось из-за преобразования в 1923 году двух единственных трудовых коммун в автономные республики: АССР Немцев Поволжья и Карельскую АССР.

## Предыстория
Административно-территориальное деление Российской Социалистический Федеративной Советской Республики было унаследовано от Российской империи и состояло из следующих уровней: губерния — уезд — волость. Данная система административно-территориального устройства использовалась новым государством в первые годы своего существования, границы губерний могли изменять и иногда образовываться новые губернии. В первые годы существования государства на территории некоторых губерний или даже уездов образовывались местные правительства, которые желали выйти из-под контроля центрального правительства.
К 1918 году Россия юридически представляла собой унитарное государство, состоящее из различных административно-территориальных единиц: губерний, областей, краёв. Однако в конце января в Петрограде состоялся III Всероссийский съезд Советов рабочих, солдатских и крестьянских депутатов, который провозгласил Россию «федерацией советских национальных республик».

## История

### Национально-государственное строительство
Образование территориальных автономий на территории Российской Социалистической Федеративной Советской Республики началось с провозглашения на 2-м съезде народов Терека 16 февраля 1918 года Терской советской республики, как составной части РСФСР. Однако многие такие республики прекратили своё существование в ходе гражданской войны, но 30 апреля 1918 года на 5-м Всетуркестанском съезде Советов была провозглашена Туркестанская Советская Федеративная Республика, просуществовавшая почти до конца 1924 года, которая также объявила себя составной частью России. Официально статус «автономной советской социалистической республики» она получила по декрету ВЦИК от 11 апреля 1921 года.

### Образование трудовых коммун
Первым национально-территориальным образованием на территории Российской Социалистической Федеративной Советской Республики стала, образованная 19 октября 1918 года декретом Совета народных комиссаров (СНК) РСФСР «О немецких колониях Поволжья» — Трудовая коммуна немцев Поволжья, ставшая «областным объединением с характером трудовой коммуны». Также Трудовая коммуна немцев Поволжья стала первой автономией, провозглашенной не «снизу», а «сверху» и стала прецедентом создания нового типа автономий — «трудовая коммуна».
Однако в ходе национально-государственного строительства на территории РСФСР возникло несколько типов трудовых коммун. 10 февраля 1918 года была создана Петроградская трудовая коммуна (с апреля 1918 года — Союз коммун Северной области), которая являлась по своей сути особой административной единицей (неавтономным областным объединением); 29 ноября 1918 года была провозглашена Эстляндская трудовая коммуна, которая хоть объявила свою связь с РСФСР, по факту являлась независимой советской республикой. В итоге жизнеспособными оказались лишь трудовые коммуны в виде автономных образований, поскольку к 1919 году Северная коммуна была ликвидирована, а Эстляндская трудовая коммуна прекратила своё существование после наступления интервентов.
Территорией Трудовой коммуны немцев Поволжья стали населённые немцами части Камышинского и Аткарского уездов Саратовской губернии, Новоузенского и Николаевского уездов Самарской губернии, разделённых на три уезда: Голокарамышский, Екатериненштадтский и Ровненский. Вскоре СНК в общих чертах определил правовой статус коммуны и поручил создать совнархоз, военный и продовольственный комиссариаты. 20—24 октября 1918 года проходил II съезд Советов немецких колоний, избравший исполнительный комитет, который принял дела от Комиссариата по немецким делам Поволжья.
Второй трудовой коммуной стала Карельская, образованная декретом Всероссийского центрального исполнительного комитета (ВЦИК) от 8 июня 1920 года. В автономию выделялись территории Олонецкой и Архангельской губернии, населённые карелами, разделенных на три уезда: Олонецкий, Петрозаводский и Кемский. В августе декретом ВЦИК и СНК были определены точные границы Карельской трудовой коммуны. Изначально власть в трудовой коммуне находилась в руках революционного комитета, и только на проходившем с 11 по 19 февраля 1921 года 1-м Всекарельском съезде Советов был избран Карельский областной исполнительный комитет в составе 25 человек.
Однако уже в 1923 году была произведена реорганизация трудовых коммун в автономные республики. 19 декабря 1923 года декретом ВЦИК Трудовая коммуна немцев Поволжья была преобразована в Автономную Советскую Социалистическую Республику Немцев Поволжья, а 25 июля 1923 года декретом ВЦИК Карельская трудовая коммуна была преобразована в Автономную Карельскую Советскую Социалистическую Республику.

## Конституционно-правовой статус
Правовой статус всех автономных единиц Российской Социалистической Федеративной Советской Республики в начале становления советской власти определяли «Декларация прав трудящихся», постановление «О федеральных учреждениях», а также Конституция РСФСР 1918 года. Но ни один документ не определял форму автономии, говоря лишь об «автономном областном союзе». Дальнейшее уточнение правового положения автономий вытекало из соответствующих декретов, положений и постановлений о них, издаваемых центральной властью.
В нормативно-правовом отношении автономные трудовые коммуны рассматривались, как одна из форм областных объединений, предусмотренных статьёй 11 Конституции РСФСР, что было закреплено в декрете СНК от 19 октября 1918 года «О немецких колониях Поволжья» и декрете ВЦИК от 8 июня 1920 года «Об образовании Карельской трудовой коммуны». Компетенция трудовой коммуны устанавливалась статьями 53, 55, 56 и 61 Конституции РСФСР, в которых упоминалось об областях. В отличие от автономной республики, которая являлась политической автономией, трудовые коммуны и автономные области являлись административной автономией. Фактически трудовая коммуна занимала промежуточное положение между губернией и автономной областью, при этом была приближена к последней. Вопрос о том, является ли трудовая коммуна субъектом федерации является дискуссионным. Одни авторы относят к субъектам федерации лишь автономные республики, другие признают в качестве таковых автономные области, автономные округи и трудовые коммуны.
Автономные трудовые коммуны обладали правами наиболее крупной административно-территориальной единицы страны — губернии, но при этом являлись национально-государственными образованиями, а исполнительным комитетам трудовых коммун, согласно декретам, предоставлялось право губернского исполнительного комитета. Население трудовой коммуны имело право национальной консолидации — выделения территорий, населённых каким-либо народом, в отдельную административно-территориальную единицу; население трудовой коммуны приобретало право отправлять своих представителей в центральные органы власти, вести делопроизводство на государственном языке. Но при этом коммуна не являлась государством, не имела своей конституции, высших органов власти и управления — во главе стоял съезд Советов и исполнительный комитет, а Центральный исполнительный комитет, Совет народных комиссаров и народные комиссариаты отсутствовали. Несмотря на то, что исполнительный комитет трудовой коммуны обладал правами губернского, статья 2 декрета ВЦИК от 8 июля 1920 года «Об образовании Карельской трудовой коммуны» предоставило право организации органов власти и принятия ТК. Также коммуны обладали правом введения специфических норм уголовного, процессуального и гражданского права.
Представители трудовых коммун входили в состав Федерального комитета по земельному делу (Федкомзем), созданному 4 августа 1921 года декретом ВЦИК и СНК, но, как и представители автономных областей, имели право решающего голоса только по делам, которые касались непосредственно с интересами трудовой коммуны.

## Список
| Название административно-территориальной единицы | Административный центр | Дата образования | Орган власти | Дата упразднения | Орган власти     | АТЕ        | Примечания      |
| ------------------------------------------------ | ---------------------- | ---------------- | ------------ | ---------------- | ---------------- | ---------- | --------------- |
| Трудовая коммуна немцев Поволжья                 | Покровск               | 19 октября 1918  | СНК РСФСР    | 19 декабря 1923  | ВЦИК РСФСР       | Районы: 14 | [ с 1 ] [ с 2 ] |
| Карельская трудовая коммуна                      | Петрозаводск           | 8 июня 1920      | ВЦИК РСФСР   | 25 июля 1923     | ВЦИК и СНК РСФСР | Районы: 6  | [ с 3 ] [ с 4 ] |

Данные в таблице показаны на основании справочника по административно-территориальному делению СССР от Народного комиссариата внутренних дел (НКВД) по состоянию на 15 мая 1923 года.

## Комментарии
1. 1 2  Изначально декрет Президиума ВЦИК об образовании Карельской трудовой коммуны был принят 7 июня, в обращении ВЦИК к карельскому народу от 22 сентября 1920 года датой образования коммуны также числится 7 июня. Позже в издании «Декреты советской власти» была закреплена иная дата образования — 8 июня.
2. ↑  Образована по декрету Совета Народных Комиссаров (СНК) РСФСР «О создании области немцев Поволжья» от 19 октября 1918 года.
3. ↑  Преобразована в Автономную Советскую Социалистическую Республику Немцев Поволжья декретом Всероссийского центрального исполнительного комитета (ВЦИК) РСФСР «О преобразовании Автономной области Немцев Поволжья в автономную республику» от 19 декабря 1923 года.
4. ↑  Образована по постановлению Всероссийского центрального исполнительного комитета (ВЦИК) РСФСР «Об образовании Карельской трудовой коммуны» от 8 июня 1920 года.
5. ↑  Преобразована в Карельскую Автономную Советскую Социалистическую Республики декретом Всероссийского центрального исполнительного комитета (ВЦИК) и Совета Народных Комиссаров (СНК) РСФСР «Об Автономной Карельской Социалистической Советской Республике» от 25 июля 1923 года.